# أرني توركيلدسن
أرني توركيلدسن (بالنرويجية: Arne Torkildsen)‏‏ (14 سبتمبر 1899 - 7 مارس 1968 ) جراح، وبروفيسور، وجراح أعصاب من النرويج.